# مارمولکان بی‌دست‌وپا
مارمولکان بی‌دست‌وپا یا مارمولکان اوراسیا (نام علمی: Anguidae) نام یک تیره از فروراسته مارمولک‌ریختان است.